# Spenserstrophe
Die Spenserstrophe oder Spenser-Stanze, benannt nach Edmund Spenser, ist eine englische Weiterentwicklung und Anreicherung der italienischen Stanze (Ottava rima). Von ihr unterscheidet sich diese Strophenform durch das abweichende Reimschema [ababbcbcc], und durch eine hinzugefügte 9. Zeile, die nicht nur 6-hebig ist im Gegensatz zu den ersten acht 5-hebigen Zeilen, sondern auch die für den Alexandriner typische Mittelzäsur hat.
Hier eine Spenser-Stanze
(The Faerie Queene, Canto III, Strophe 1):
Soone as the morrow faire with purple beames

Disperst the shadowes of the mistie night,

And Titan, playing on the eastern streames,

Gan cleare the deawy aire with springing light,

Sir Guyon mindfull of his vow yplight,

Vprose from drowsy couch, and him addrest

Vnto the iourney which he had behight:

His puissaunt armes about his noble brest,

And many-folded shield he bound about his wrest.
Diese Strophenform geriet nach Spenser in Vergessenheit, wurde aber von den englischen Romantikern (Byron, Shelley, Keats) wiederentdeckt und benutzt. Ein Beispiel:
Percy Bysshe Shelley: Adonais Strophe III
O, weep for Adonais – he is dead!

Wake, melancholy Mother, wake and weep!

Yet wherefore? Quench within their burning bed

Thy fiery tears, and let thy loud heart keep

Like his, a mute and uncomplaining sleep;

For he is gone, where all things wise and fair

Descend; - oh, dream not that the amorous Deep

Will yet restore him to the vital air;

Death feeds on his mute voice, and laughs at our despair.
Übersetzung von Dietrich Feldhausen:
O, weine um Adonis – er ist tot!

Wach, Schmerzensmutter, wach und wein!

Jedoch wofür? In ihrem Bette rot

erstick die Tränen, und es soll wie sein

Herz deines ruhn, geduldig schlafen ein,

denn er ging hin, wohin klugschönes Streben

in Liebestiefen steigt, o träum nicht, nein,

der Tod gäb ihn zurück ans luft’ge Leben;

der aß die Stimm’ ihm weg und lacht, wenn wir erbeben.
In der deutschen Dichtung wurde die Spenserstrophe nicht heimisch, es blieb bei gelegentlichen Versuchen. Friedrich Bodenstedt verwendete die Spenserstrophe für seine 123 Strophen lange epische Dichtung Andreas und Marsa. Als Beispiel das Ende des ersten Gesangs Groß-Nowgorods Untergang:
Ein Grab ward Nowgorod. Doch Blumen blüh’n

Auf Gräbern auch, und um Ruinen schlingt

Der Efeu gern sein unvergänglich Grün.

Und wenn zur Erntezeit die Sense klingt,

Wie tief der Schnitter auch sein Eisen schwingt:

Bleibt oft im Felde noch ein Blümlein steh’n,

Das abzumäh’n dem Schnitter nicht gelingt –

Ein Wand’rer pflückt es im Vorübergeh’n;

Es soll an seiner Brust verwelken und vergeh’n.
Bodenstedt schrieb dazu am 11. April 1857 an seinen Verleger: „Ich schmeichle mir, da das Werk ein erhöhtes Interesse dadurch gewinnen wird, dass es den ersten Versuch enthält, die Spenserstrophe in einem Originalgedichte in Deutschland einzuführen.“